# Чемоданов, Василий Тарасович
Васи́лий Тара́сович Чемода́нов (1903, Москва — 27 ноября 1937, там же) — деятель международного коммунистического молодёжного движения. Генеральный секретарь Исполнительного комитета Коммунистического интернационала молодёжи (1931—1937).

## Биография
Трудовую жизнь начал в двенадцатилетнем возрасте на Телеграфном заводе.
С 1920 года — на советской и комсомольской работе в Москве: заведующий Отделом учёта и распределения жилой площади Управления квартального хозяйства Моссовета, секретарь ячейки РКСМ Бауманской районной школы советского и партийного строительства, заведующий Отделом политического просвещения Бауманского районного комитета РКСМ, заместитель заведующего Отделом политического просвещения Московского городского комитета РКСМ. В 1924 году вступил в РКП(б). В этот период окончил Бауманскую районную школу советского и партийного строительства (Москва).
В 1925—1926 годах — секретарь ячейки РЛКСМ Ликинской мануфактуры (Московская губерния). В 1926—1928 годах — ответственный секретарь Орехово-Зуевского уездного комитета РЛКСМ (Московская губерния), затем представитель Московского комитета ВЛКСМ в Московском областном Совете профсоюзов. В 1928 году — заведующий Отделом труда и образования Московского городского комитета ВЛКСМ.
В 1928—1930 годах — 2-й секретарь, затем 1-й секретарь Московского городского комитета ВЛКСМ. С декабря 1929 года по январь 1931 года — секретарь и член Бюро ЦК ВЛКСМ.
Член Центральной Контрольной Комиссии ВКП(б) (1930—1934).
С 1931 года — на руководящей работе в Коммунистическом интернационале молодёжи (КИМ): генеральный секретарь Исполнительного Комитета КИМ (1931—1937), одновременно — член Президиума (апрель 1931 — июль 1935) и кандидат в члены Политсекретариата Исполкома Коминтерна, кандидат в члены Исполкома Коминтерна (с августа 1935).
Избирался делегатом XVI съезда ВКП(б) (1930, от Краснопресненской парторганизации Москвы), 17-й партийной конференции (1932; от ЦКК ВКП(б), с совещательным голосом).
Арестован 15 сентября 1937 года. 27 ноября 1937 года Военной коллегией Верховного суда СССР приговорён к смертной казни по обвинению во вредительстве и участии в антисоветской террористической шпионской организации; в тот же день расстрелян. Похоронен на Донском кладбище (могила 1).
Реабилитирован 28 января 1956 года Военной коллегией Верховного суда СССР.

### Семья
Жена; дети: Григорий, Роза, Светлана (р. 1937).

## Избранные труды
Источник — Электронные каталоги РНБ
- Праздник борьбы и бодрости — XX международный юношеский день; О XX международном юношеском дне : Доклад секретаря Исполкома Ком. интернационала молодежи т. Чемоданова на Моск. собрании комсомольских агитаторов Постановление ЦК ВЛКСМ. — С. Мелеуз : Политотд. Мелеузовск. МТС, [1934]. — 17 с.
- Чемоданов В. Т. XXII Международный юношеский день : Доклад тов. В. Чемоданова на собрании пропагандистов и докладчиков комсомола Москвы, 5 августа 1936 года. — Баку : БК ЛКСМ Азербайджана, 1936. — 14 с.
- Чемоданов В. Т. XIX МЮД. — М. : Мол. гвардия, 1933. — 63 с. — (КИМ на боевых позициях)
- Чемоданов В. Т. Единый фронт молодежи против фашизма и войны : Речь на VII всемирном конгрессе Коминтерна 8 авг. 1935 г. — М. : Мол. гвардия, 1935. — 16 с.
- Чемоданов В. Т. За единый фронт под знаменем КИМ : Доклад об итогах декабрьского пленума Исполкома КИМ на Собрании актива: Моск. орг-ции ВЛКСМ 10 февр. 1933. — М. : Мол. гвардия, 1933. — 32 с.
- Чемоданов В. Т. Задачи московского комсомола : Доклад на 1 Моск. област. съезде ВЛКСМ. — М. : Молодая гвардия, 1930. — 63 с.
- Чемоданов В. Т. Итоги XII пленума ИККИ и задачи КИМ : Сокр. доклад на дек. пленуме ИККИМ об итогах XII пленума ИККИ и задачах секции в борьбе за массы трудящейся молодежи. — М. : Мол. гвардия, 1933. — 64 с.
- Чемоданов В. Т. КИМ в борьбе за пролетарскую революцию. — М. : Огиз — Мол. гвардия, 1931. — 112 с.
- Чемоданов В. Т. Комсомол в борьбе против фашизации и милитаризации молодежи : Доклад на янв. пленуме ИККИМ 1934 г. — М. : Мол. гвардия, 1934. — 72 с. — (КИМ на боевых позициях)
- Чемоданов В. Т. Международный юношеский день. — М. : Мол. гвардия, 1932. — 47 с.
  -  — М. : Мол. гвардия, 1935. — 32 с.
- Чемоданов В. Т. Международный юношеский день : Доклад секретаря ИККИМ т. Чемоданова на общемоск. занятии Комвуза секретарей ячеек ВЛКСМ. — Сапожок : Сапожковск. тип., [1932]. — 26 с.
- Чемоданов В. Т. Международный юношеский день : Доклад т. В. Т. Чемоданова на собрании актива Моск. орг-ции ВЛКСМ 23 июля 1935 г. — Ростов-н/Д : Азово-Черноморск. краев. кн-во, 1935. — 28 с.
- Чемоданов В. Т. Международный юношеский день : Постановление ЦК ВЛКСМ и доклад тов. Чемоданова о Международном юношеском дне. — Воронеж : Воронежское обл. кн. изд-во, 1935. — 32 с.
- Чемоданов В. Т. Молодое поколение социализма : Доклад на VI конгрессе Ком. интернационала молодежи. — М. : Мол. гвардия, 1935. — 79 с.
- Чемоданов В. Т. Навстречу XVIII МЮД : Доклад секретаря ИККИМ т. Чемоданова на общемосковском занятии Комвуза секретарей ячеек ВЛКСМ. — М.; Л. : Огиз — Молодая гвардия, 1932. — 40 с.
- Чемоданов В. Т. Наши задачи : Доклад на 3-м (январском) пленуме МК ВЛКСМ. — М.; Л. : Молодая гвардия, 1930. — 64 с.
- Чемоданов В. Т. Отчет делегации ВЛКСМ в ИККИМ Десятому Всесоюзному съезду ленинского комсомола : Доклад на X съезде ВЛКСМ. — М. : Мол. гвардия, 1936. — 103 с.
  -  — Л. : Молодая гвардия, 1936. — 47 с.
- Чемоданов В. Т. Праздник борьбы и бодрости : Доклад на Моск. собрании комсомольских агитаторов о XX международном юношеском дне. — М. : Мол. гвардия, 1934. — 16 с.
  -  — Камышлов : Б. и., 1934. — 31 с.
  -  — М. : Мол. гвардия, 1934. — 31 с.

## Адреса в Москве
- Ленинградское шоссе, д. 36, кв. 191[6].